# محمد كابوريه
محمد كابوريه هو حارس مرمى بوركيني (وُلد في 31 من شهر كانون الأول في عام 1980 في واغادوغو، بوركينا فاسو)، يلعب حالياً في نادي أسفا ينينغا.

## دولي
كان كابرويه جزءاً من منتخبه في كأس الأمم الأفريقية لعام 2004، والتي أنتهت بمركزه الأخير بمجموعته في الجولة الأولى من المنافسة، وفشله في حصوله على التأهل إلى ربع النهائي من البطولة.

## الأندية
- راسينغ كلوب دي بوبو ديولاسو 1997 - 1999
- أسفا ينينغا 1999-2002
- الملعب المالي 2002- 2004
- إيتوال فيلانتي واغادوغو 2004-2006
- أسيك أبيدجان 2006-2007
- إيتوال فيلانتي واغادوغو 2008-2013
- أسفا ينينغا 2013

## روابط خارجية
https://www.national-football-teams.com/player/1155/Mohamed_Kabore.html